# 4402 Tsunemori
4402 Tsunemori eller 1987 DP är en asteroid i huvudbältet som upptäcktes den 25 februari 1987 av de båda japanska astronomerna Takeshi Urata och Tsuneo Niijima i Ojima. Den är uppkallad efter Taira no Tsunemori.
Asteroiden har en diameter på ungefär 9 kilometer.